# Dean Wade
Dean Jackson Wade (Wichita, Kansas; 20 de noviembre de 1996) es un jugador de baloncesto estadounidense que pertenece a la plantilla de los Cleveland Cavaliers de la NBA. Con 2,06 metros de estatura, ocupa la posición de ala-pívot.

## Trayectoria deportiva

### Universidad
Jugó cuatro temporadas con los Wildcats de la Universidad Estatal de Kansas, en las que promedió 12,0 puntos, 5,4 rebotes y 2,1 asistencias por partido. Fue incluido en el mejor quinteto de rookies de la Big 12 Conference en su primera temporada, y en el mejor quinteto absoluto en 2018 y 2019.

#### Estadísticas
| Año     | Equipo       | PJ  | PT  | MPP  | %TC  | %3P  | %TL  | RPP | APP | ROB | TPP | PPP  |
| ------- | ------------ | --- | --- | ---- | ---- | ---- | ---- | --- | --- | --- | --- | ---- |
| 2015–16 | Kansas State | 33  | 31  | 26.4 | .434 | .292 | .656 | 5.1 | 1.1 | .6  | .5  | 9.9  |
| 2016–17 | Kansas State | 35  | 35  | 28.0 | .496 | .402 | .663 | 4.5 | 1.8 | .7  | .7  | 9.3  |
| 2017–18 | Kansas State | 33  | 32  | 32.8 | .550 | .440 | .752 | 6.2 | 2.7 | 1.5 | .8  | 16.2 |
| 2018–19 | Kansas State | 25  | 25  | 30.4 | .492 | .418 | .789 | 6.2 | 2.8 | .8  | .5  | 12.9 |
| Total   | Total        | 126 | 123 | 29.3 | .498 | .386 | .711 | 5.4 | 2.1 | .9  | .6  | 12.0 |

### Profesional
Tras no ser elegido en el Draft de la NBA de 2019, acabó firmando un contrato dual el 9 de julio con los Cleveland Cavaliers, para jugar también con su filial en la G League, los Canton Charge. Hizo su debut en la NBA en noviembre, disputó 12 encuentros y fue finalmente asignado a la G League, el 3 de enero de 2020.
El 29 de junio de 2020, extiende su contrato con los Cleveland Cavaliers, de cara la reanudación de la temporada 2019-20.
El 24 de septiembre de 2022, llega a un acuerdo de renovación con los Cavs por tres años y $18,5 millones.

## Estadísticas de su carrera en la NBA

### Temporada regular
| Año     | Equipo    | PJ  | PT | MPP  | %TC  | %3P  | %TL  | RPP | APP | ROB | TPP | PPP |
| ------- | --------- | --- | -- | ---- | ---- | ---- | ---- | --- | --- | --- | --- | --- |
| 2019-20 | Cleveland | 12  | 0  | 5.9  | .692 | .500 | .000 | 1.6 | .2  | .2  | .3  | 1.7 |
| 2020-21 | Cleveland | 63  | 19 | 19.2 | .431 | .366 | .769 | 3.4 | 1.2 | .6  | .3  | 6.0 |
| 2021-22 | Cleveland | 51  | 28 | 19.2 | .456 | .359 | .667 | 2.9 | 1.0 | .6  | .1  | 5.3 |
| 2022-23 | Cleveland | 44  | 13 | 20.3 | .412 | .354 | .652 | 3.4 | .8  | .6  | .5  | 4.7 |
| 2023-24 | Cleveland | 54  | 32 | 20.5 | .414 | .391 | .769 | 4.0 | .8  | .7  | .5  | 5.4 |
| Total   | Total     | 224 | 92 | 19.0 | .433 | .371 | .714 | 3.4 | .9  | .6  | .3  | 5.2 |

### Playoffs
| Año   | Equipo    | PJ | PT | MPP  | %TC  | %3P  | %TL   | RPP | APP | ROB | TPP | PPP |
| ----- | --------- | -- | -- | ---- | ---- | ---- | ----- | --- | --- | --- | --- | --- |
| 2023  | Cleveland | 2  | 0  | 5.6  | .000 | .000 | 1.000 | 1.5 | .0  | .0  | .0  | 1.0 |
| 2024  | Cleveland | 3  | 1  | 21.0 | .308 | .300 | —     | 2.0 | 1.7 | .3  | .7  | 3.7 |
| Total | Total     | 5  | 1  | 14.8 | .286 | .273 | 1.000 | 1.8 | 1.0 | .2  | .4  | 2.6 |